# デザイン家電
デザイン家電（デザインかでん）とは、意匠性を重視した家電製品のことである。
特に明確な定義は乏しいが、本項では冒頭の定義で説明する。

## 概要
デザイン家電は、家電一般のうち意匠性に優れ、インテリアに調和したり、またそれ自体がインテリアとしても通用するように設計されたもので、特に従来は機能一辺倒で見た目的な美しさ・格好良さは配慮されていなかった生活家電（→白物家電）を中心に、その外見や動作で生活に潤いを与えるものとして販売されている。
その多くでは、デザイン段階に著名なインダストリアルデザイナーから芸術家一般までもを起用するなどのケースも聞かれる。また、生活家電が一揃えで独身者の生活に利用されていることから、一貫性を持って生活家電全般に共通したデザイン性をもった製品を投入、一つのブランドとして生活全般にわたって統一感を演出することができるため、所定ブランドに対する愛好者層も見られる。

## 市場の動向
一般に白物家電は家電製品の中でもとりわけコモディティ化の激しい分野で、消費者にすれば性能さえ必要十分なら何処のメーカーでも顧みられることはなく、ましてメーカーとしても利益率の低い分野であるため、それほど熱心には新製品の開発と市場への投入を行わなかったジャンルで、こと電機メーカーの中には、同ジャンルを自社製品からOEMに切り替えるなど、真っ先に経営合理化の煽りを受ける分野の製品群でもあった。
しかしいわゆるデザイン家電はこういった市場の動向を逆手に取り、インダストリアルデザインから一歩進めてインテリアデザインにまで昇華した製品を開発・投入することで、そのデザイン面の付加価値にもより、市場を拡大している。
日本ではこういった分野に関して、グッドデザイン賞などインダストリアルデザインに対する経済産業省が主催するコンペティションの場も存在し、こういった賞を受賞することで更に消費者に対するアピール度を高めるケースも見られる。
なお1970年代以降は生活家電に限らず娯楽家電を含めた家電製品全般は、日本製が性能・品質ともに優れているとされ、1990年代までに日本製家電製品が世界的にも強い販売シェアを占めるまでになったが、その一方でイタリアなどにはインダストリアルデザインに関しては定評のあるメーカーも存在し、ことコモディティ化している分野では、逆に日本国内で意匠性に優れる国外製品の愛好者もうまれるといった現象も1990年代を通して発生、2000年代ではインターネット上の通信販売などを通じて、各々のブランドでニッチ市場を形成している様も見受けられる。

## 生活家電に関するブランド
WiLL
異業種交流にもより、自動車から家電製品のほか、日用品やサービスに至るまでを一貫したブランド形成により消費者にアピールすることを目指した。中には思ったほどの注目度を集めなかった参画企業の商品もあったが、一種の社会実験的な意味合いでも様々な教唆を与えている。
良品計画
いわゆる「無印良品」のブランドを展開しているが、この中には「シンプルで装飾を廃したPB群」の生活雑貨や家電製品も登場している。その多くは中国の企業などに生産を委託しているものだが、そのシンプルさゆえの意匠性を好む消費者層に受容されている。
amadana
生活家電よりもガジェット（便利な小物）にウェイトがあるメーカー。コモディティ化著しい分野に、使う側に立った魅力的な製品をリリース、携帯電話分野でもコラボレート企画を展開している。

## デザイン家電の別の側面
こういったデザイン家電だが、産経新聞2007年10月4日付けの記事によると、兵庫県立生活科学研究所が調査した結果として、デザイン家電の中に意匠性を重視しすぎた結果、その操作性が損なわれている製品が存在するとしている。
なお同研究所は2006年8-9月に兵庫県民233名に対するアンケート調査を行ったが、約6割が「デザイン家電に興味がある」と答えており、今後も普及する可能性を秘めている。実際の購入に関しては、品質や操作性・安全性などが重視され、デザイン家電を購入し利用しているのは11%程度とのことだが、特に若い世代ほど関心度が高いとしている。
この記事によれば、デザイン家電の操作部分の中には極力目立たないようになっているものもあるが、いざ操作する段になってユーザーが誤操作をしてしまい易いとしている。こと生活家電では生活に際して日常的に利用されるものだけに信頼性設計や安全装置（→安全工学）など、事故を防止するための機構が組み込まれているのが常だが、これが不十分な場合もあり、誤操作による負傷の危険性があるとしている。実際に操作してもらって問題のあった事例では、電動湯沸しポットを再沸騰させようとして、操作中に誤ってロックボタン（不用意に湯が出ないようにする機能を解除するスイッチ）を操作してしまい、危うく熱湯を浴びる所だったケースや、トースターの調節方法が判らずうまくパンが焼けなかったケースがあるという。
一般に家電製品では、ユニバーサルデザイン（デザインの共通性）などメーカーが違っても操作方法がある程度は見当つくように設計される傾向がある。しかしデザイン家電では独自の意匠性を追求する上で、敢えてユニバーサルデザインなどから逸脱させる場合もあり、またボタン機能の表示も簡素化される傾向がある。このあたりが「操作し辛い」という印象を与える可能性があるようだ。